# Абрам
Абра́м (А́брам, А́врум) (ивр. אברם‎) — имя, наиболее распространённое среди евреев. Усечённая форма древнееврейского имени Авраам (אברהם‎) (народная форма крестильного имени Авраам), в свою очередь вероятно ведущего происхождение от предполагаемого древнесемитского имени Аврам.
Впервые встречается в Ветхом Завете (Танахе). Абрам, сын Фарры, приведший своих людей из Харрана в землю Ханаанскую.

Вот родословие Фарры: Фарра родил Аврама, Нахора и Арана. Аран родил Лота.
— Быт. 11:27

И сказал Господь Авраму: пойди из земли твоей, от родства твоего и из дома отца твоего [и иди] в землю, которую Я укажу тебе; 2 и Я произведу от тебя великий народ, и благословлю тебя, и возвеличу имя твое, и будешь ты в благословение; 3 Я благословлю благословляющих тебя, и злословящих тебя прокляну; и благословятся в тебе все племена земные. 4 И пошел Аврам, как сказал ему Господь; и с ним пошел Лот. Аврам был семидесяти пяти лет, когда вышел из Харрана. 5 И взял Аврам с собою Сару, жену свою, Лота, сына брата своего, и все имение, которое они приобрели, и всех людей, которых они имели в Харране; и вышли, чтобы идти в землю Ханаанскую; и пришли в землю Ханаанскую.
— Быт. 12:1—5
Наряду с другими библейскими именами традиционно используется русскими старообрядцами и некогда имело распространение в среде русского крестьянства и купечества.
В русских источниках зафиксированы также формы: Абрамий, Аврам, Аврамий, Авраам, Авраамий. В различных формах это имя вошло во все языки стран, население которых исповедует иудаизм, христианство или ислам.
Уменьшительные: Абраша, Абрамчик, Абрамка.

## Именины
- 22 (9) октября — Авраам, ветхозаветный пророк, праотец еврейского народа.